# Fé em Deus
Fé em Deus é um bairro da cidade de São Luís, capital do Maranhão.
O bairro está localizado na margem esquerda do Rio Anil e faz parte da área do Quilombo Urbano Liberdade, juntamente com os bairros Liberdade, Camboa, Diamante e Sítio do Meio. 

## História
O bairro se forma a partir da urbanização do bairro do Monte Castelo, a população seguiu-se em direção ao Rio Anil e atravessando a ferrovia (Ferrovia São Luís - Teresina), deu origem aos casebres e palafitas do bairro Fé em Deus.
A Lei nº 6.830, de 19 de outubro de 2020, instituiu a data comemorativa de fundação do bairro Fé em Deus, denominada "Dia do Bairro Fé em Deus", a ser celebrada anualmente no dia 19 de setembro.

## Bairros limítrofes
Os bairros limítrofes a Fé em Deus são: Liberdade e Monte Castelo.